# Porto Torres
Porto Torres é uma comuna italiana da região da Sardenha, província de Sassari, com cerca de 21 066 habitantes. Estende-se por uma área de 102 km², tendo uma densidade populacional de 207 hab/km². Faz fronteira com Sassari.
A comuna de Porto Torres inclui a ilha Asinara.

## Demografia

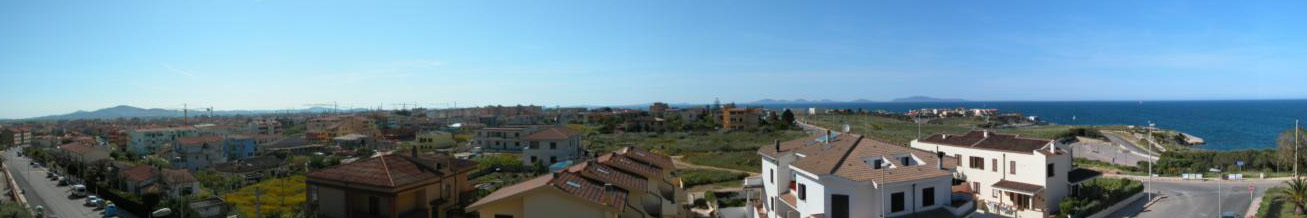
Vista panorâmica de Porto Torres a partir da periferia leste

| Variação demográfica do município entre 1861 e 2011                               |
|                                                                                   |
| Fonte: Istituto Nazionale di Statistica (ISTAT) - Elaboração gráfica da Wikipedia |